# 3610 Decampos
A 3610 Decampos (ideiglenes jelöléssel 1981 EA1) a Naprendszer kisbolygóövében található aszteroida. Henri Debehogne,  Giovanni de Sanctis fedezte fel 1981. március 5-én.